# GSAT-24
GSAT-24 (auch CMS-02) ist ein indischer Kommunikationssatellit. Er ist der 26. Satellit der GSAT-Reihe und wird von NewSpace India Limited, einem kommerziellen Tochterunternehmen der indischen Weltraumbehörde ISRO, betrieben. Die gesamten Übertragungskapazitäten des Satelliten wurden bis Betriebsende an den indischen Anbieter von Satellitenfernsehen Tata Play vermietet.

## Technische Daten
Der Satellit basiert auf dem I-3K-Satellitenbus der ISRO. Er ist mit 25 Ku-Band-Transpondern ausgerüstet und versorgt Indien mit Satellitenfernsehen. Des Weiteren besitzt er zwei große Solarpanele und Batterien, welche zusammen etwa 12 Kilowatt Strom erzeugen. Er wog beim Start etwa 4200 kg und ist für eine Betriebsdauer von mindestens 15 Jahren ausgelegt.

## Missionsverlauf
GSAT-24 wurde am 28. Mai 2022 mit einer Boeing C-17 von Indien nach Französisch-Guayana überführt. Der Start erfolgte dann am 22. Juni 2022 mit einer Ariane-5-Trägerrakete vom Raumfahrtzentrum Guayana zusammen mit dem Kommunikationssatelliten MEASAT-3d. GSAT-24 wurde im geostationären Orbit bei 83° Ost positioniert.